# ФК Ујпешт
Фудбалски клуб Ујпешт (мађ. Újpesti TE), такође познат по именима Ујпешт (Újpest), Ујпешт Дожа (Újpesti Dózsa), УТЕ (UTE), је мађарски фудбалски клуб. Налази се Ујпешту који је део Будимпеште. Боје клуба су љубичасто-беле. Клуб има укупно 20 титула првака Мађарске, 9 титула победника купа и 3 трофеја у суперкупу Мађарске, што га чини једним од најуспешнијих клубова у Мађарској а и најстарији је постојећи клуб. Велики број славних играча је играло за овај клуб током његове дуге историје. Ујпешт као домаћин користи стадион Ференца Сусе.
Фудбалски клуб Ујпешт је део спортског друштва Ујпешт (Újpesti TE). Спортско друштво укључује још и тимове у хокеју на леду, ватерполу, атлетици, рвању, џуду, боксу, гимнастици, каратеу, кајакаштву, пливању и још укључује и кружоочко друштво (baráti kör).
У марту 2008. године клуб је стартовао са ТВ станицом, која преноси све спортске догађаје друштва и као таква је прва у Мађарској.

## Историја клуба

### Младост
Клуб је основан 16. јуна 1885. године од стране школског наставника Јаноша Гола (János Goll) у Ујпешту, у то време одвојеном граду, близу Будимпеште, под именом Ујпештанско гимнастичко друштво (Újpesti Torna Egylet). Оснивањем је замишљено да се формира само атлетска и гимнастичка секција, клубови, и мото им је био: Чврстина, Снага и Јединство (Épség, Erő, Egyetértés).
Током 1899. године формиран је и фудбалски клуб, под именом ФК Ујпешт и боје су им биле љубичасто беле. Прву званичну утакмицу фудбалски клуб је одиграо 29. априла 1900. године против ФК Трећи округ и та утакмица се завршила нерешеним резултатом 1:1. Током 1901. године ФК Ујпешт је почео са званичним такмичењем, придружио се друголигашком такмичењу. Од тада Ујпешт никада није пропустио ниједну такмичарску сезону. Ујпешт је успео да уђе у Мађарску прву лигу 1905. године. Једино је у сезони 1911/12 завршио као првак друге лиге пошто је те године био испао из прволигашког такмичења, а у свим осталим сезонама је био стално у Мађарској првој лиги.

### Прва златна ера
Клуб је изградио свој нови стадион Међери ут 1922. године, што је означило почетак ере успеха. Велики успех су имали браћа Фогл (Карољ и Јожеф) играјући у Ујпешту и репрезентацији Мађарске и по њима се одомаћио израз Фогл капија (Fogl-gát), због чврстине којом су браћа играла.
Од 1926. године, када је уведен професионализам у мађарском фудбалу, Ујпешт је играо под именом ФК Ујпешт. Касне двадесете и тридесете године двадесетог века су донеле прве блиставе успехе клубу. Постали су шампиони Мађарске пет пута, два пута прваци Митропа купа (1929. и 1939) и прваци Купа Нација, 1930. године. Ујпешт је завршио на једном од прва три места у свакој сезони од 1926. године до 1942. године и још је играо пет финала Купа Мађарске.
Ујпешт је дао пет играча који су играли за репрезентацији Мађарске на светском првенству 1938. године у Француској, где су освојили друго место, у финалу су изгубили од Италије са 4:2. За репрезентацију су тада наступили Ђерђ Сич, Антал Салај, Иштван Балог I, Јене Винце и тада нова звезда и нада мађарског фудбала Ђула Женгелер.

### Друга златна ера
Године после Другог светског рата су донеле нове успехе Ујпешту. Три пута узастопно Ујпешт је постао шампион, у једном од мечева Мађарске репрезентације чак је дао девет играча из својих редова. Играчи као што су Ференц Суса, Бела Егреши, Шандор Балог II, Иштван Њерш и Михаљ Нађмароши су поставили рекорд од 30 победа заредом и постигнутих 187 голова у једној сезони.
Током педесетих година тадашњи режим је изабрао Ујпешт да представља полицију и име је промењено у Будимпештанска Дожа (Budapesti Dózsa) а после у Ђерђ Дожа (György Dózsa), што је у доба постојања Источног блока био чест случај, само што је у већини земаља био случај да се полицијски клуб назове Динамо. Одбрамбени играч Ујпешта, Шандор Сич, је био убијен од стране тадашње комунистичке владе 1951. године, после којег су наишле слабе сезоне клуба. Као резултат тога само су два играча Ујпешта отишла на светско првенство 1954.. Током револуције 1956. клуб је преименован у ФК Ујпешт (Újpesti TE), али је касније, под притиском режима, враћено име Ујпешт Дожа.
После 13 сушних година Ујпешт је поново постао шампион у сезони 1959/60 и стигао до полуфинала Купа победника купова, Где је изгубио од Фиорентине са 2:0 и 1:0. У тој години се појавила нова звезда Ујпешта, Јанош Гереч.

### Нови период успеха
Нови тренер Лајош Бароти је потписао 1967. године за Ујпешт и означио период нових успеха клуба. После два друга места, у сезони 1969. је поново освојио шампионат. Те 1969. године је играо у финалу Купа сајамских градова, где је изгубио у укупном скору са 6:2 од ФК Њукасл јунајтеда. Сезону је Ујпешт започео са седам узастопних лигашких победа и постао је шампион Мађарске заредом од 1969. до 1975, седам пута. Поставио је рекорд од 500 постигнутих голова у седам сезона и изгубио је само 4 домаће утакмице у 10 сезона.
Такође Ујпешт је имао успеха у мађарском купу освојио је титуле 1969. 1970. и 1975. године. У сезони 1973-74 је стигао до полуфинала европских шампиона где је изгубио од Бајерна (који је тада имао Франц Бекенбауера, Герд Милера, Сеп Мајера, Пол Брајтнера и остале звезде које су касније освојили светско првенство са Немачком) укупним резултатом од 4:1.
Тих година је Ујпешт сматран за једног од десет најбољих клубова у Европи. Побеђивао је Енглеског шампиона, ФК Лидс јунајтед (1969); Шпанског шампиона, Валенсију (1971); Шкотског шампиона, Селтик Глазгов (1972) и Португалијског шампиона, Бенфику (1973).
Тим је био познат по нападачкој игри и постизању голова. Формација Ујпешта у то време је била Фазекаш, Гереч, Бене, Дунаји II и Замбо. Ова нападачка формација је била вођена од стране тренера Лајоша Баротија. Бене је постао пет пота најбољи стрелац шампионата Дунаји II и Фазекаш су освојили Сребрне копачке.
После одласка Гереча, Бенеа и Дунаија, Андраш Теречек и Ласло Фекете су прешли у Ујпешт, и освојили су још два првенства 1978. и 1979. године. Теречек је био организатор игре, дриблер а Фекете је такође постао други стрелац Европе.

### 1980—1990
Пад квалитета мађарског фудбала је у овом периоду погодио и Ујпешт. Успехе је постигао освојивши 3 титуле купа (1982, 1983 и 1987). На интернационалном плану Ујпешт је успео да победи тадашњег победника УЕФА Купа, ФК Гетеборг, немачког првака ФК Келн и победника Купа победника купова, ФК Абердин и тиме је стигао до четвртфинала такмичења 1984. године.
После пада комунизма клуб је променио име у Ујпешт ТЕ. Нову декаду клуб је започео шампионском титулом 1989/90 и победом у домаћем купу 1992. Нови успех у деведесетим годинама је наишао 1997/98 када су опет освојили шампионску титулу.

### 2000.
Двехиљадите године су донеле финансијске тешкоће Ујпешту. Напустили су је најбољи фудбалери а нови нису долазили. Ипак дошли су нови власници, уложили новац, прво је модернизован Стадион Ференц Суса и прилив новца је донео нове успехе, током 2002. Ујпешт је освојио Куп Мађарске и Суперкуп, али је тим завршавао у средишњем делу табеле у првенствима.
Током сезона 2003/04 и 2005/06 Ујпешт је успео да догура до другог места на табели.

### Промене имена клуба
- 1885:
- 1926:  (уведен професионализам)
- 1945:
- 1950:
- 1956:  (Током револуције)
- 1957:
- 1991:
- 1998:

Од уласка у прву лигу 1905. године, Ујпешт је одиграо 103 сезоне у првој лиги и освојио 20 шампионских титула.

## Титуле

### Домаћа такмичења
- Мађарска прва лига :                    
  - Шампион (20) : 1929/30, 1930/31, 1932/33, 1934/35, 1938/39, 1945 пролеће, 1945/46, 1946/47, 1959/60, 1969, 1970 пролеће, 1970/71, 1971/72, 1972/73, 1973/74, 1974/75, 1977/78, 1978/79, 1989/90, 1997-98
  - Друга позиција (21) : 1920-21, 1922-23, 1926-27, 1931-32, 1933-34, 1935-36, 1937-38, 1940-41, 1941-42, 1960-61, 1961-62, 1967, 1968, 1976-77, 1979-80, 1986-87, 1994-95, 1996-97, 2003-04, 2005-06, 2008-09
  - трећа позиција (18) : 1916-17, 1918-19, 1921-22, 1923-24, 1927-28, 1928-29, 1936-37, 1939-40, 1950 (јесен), 1951, 1952, 1957 (пролеће), 1962-63, 1965, 1975-76, 1987-88, 1995-96, 1998-99
- НБ II:  
  - Првак (2): 1904, 1911-12
  - Друго место (1): 1903
  - треће место (1): 1901
- Куп Мађарске :         
  - Шампион (9) : 1969, 1970, 1975, 1982, 1983, 1987, 1992, 2002, 2014
  - Финалиста (7) : 1922, 1923, 1925, 1927, 1933, 1998, 2016
- Суперкуп Мађарске :   
  - Победник (3) : 1992, 2002, 2014

### Интернационална такмичења
- Митропа куп :
  - Шампион (2) : 1929, 1939.
  - Финалиста (1) : 1967.
- Турнир шампиона 1930. (Претеча УЕФА Лига шампиона ) :
  - Победник (1) : ФК Ујпешт 3 : 0 ФК Славија Праг
- Куп сајамских градова :
  - Финалиста (1) : 1968/69. : ФК Њукасл јунајтед 0 : 3 и 2 : 3
- УЕФА Лига шампиона :
  - Полуфиналиста (1) : 1973/74 против Бајерн Минхена 1 : 1 и 0 : 3
- УЕФА Куп победника купова :
  - Полуфинале (1) :1961/62 против ФК Фиорентина 0 : 1 и 0 : 2

### Остали трофеји
- Трофеј Жана Гампера : 
  - Победник (1) : 1970.
- Трофеј Коломбино : 
  - Победник (1) : 1971.

### Европски успеси
Ажурирано 22. јун 2008.:
| Такмичење            | Сезоне    | Од        | До        | Резултат | Резултат | Резултат | Резултат | Резултат | Резултат | Резултат |
| Такмичење            | Сезоне    | Од        | До        | P        | W        | D        | L        | GF       | GA       |          |
| -------------------- | --------- | --------- | --------- | -------- | -------- | -------- | -------- | -------- | -------- | -------- |
| УЕФА Лига шампиона   | 11        | 1960      | 1998      | 44       | 18       | 8        | 18       | 70       | 72       |          |
| УЕФА куп             | 17        | 1958      | 2006      | 66       | 27       | 10       | 29       | 106      | 107      |          |
| Куп победника купова | 6         | 1961      | 1992      | 27       | 11       | 5        | 11       | 51       | 40       |          |
|                      | 34 сезона | 34 сезона | 34 сезона | 137      | 56       | 23       | 58       | 227      | 219      |          |

У = утакмица играо, П = победа, Н = нерешено, И = изгубљене, ГД = голова дато, ГП = голова примљено